# Joaquim Teixeira Peixoto de Albuquerque
Joaquim Teixeira Peixoto de Albuquerque (? —?) foi um político brasileiro.
Foi presidente da Província da Paraíba, de 14 de abril a 12 de dezembro de 1838.